# Anastasia Robinson
Anastasia Robinson, poi nota come Anastasia, Contessa di Peterborough (circa 1692 – aprile 1755), è stata un soprano e contralto inglese dell'era barocca.

È ricordata soprattutto per la sua collaborazione con il compositore Georg Friedrich Händel, nelle cui opere ha cantato. Il passaggio dal registro di soprano a quello di contralto avvenne per un abbassamento della voce, causato da una malattia.

## Vita e inizi carriera
Anastasia era la figlia maggiore di Thomas Robinson, un ritrattista che aveva lavorato per un certo periodo in Italia (dove si pensa sia nato). Inizialmente il suo talento musicale fu formato privatamente e le sue prime esibizioni erano in concerti presso compagnie private a Golden Square, dove suo padre possedeva una proprietà. A questi concerti cantava e si accompagnava al clavicembalo. Nei primi anni 1710 la vista di suo padre cominciò a peggiorare e Robinson, costretta a guadagnarsi da vivere per sé e la sua famiglia, divenne professionista.

## Carriera professionale
Il 9 ed il 20 giugno 1713 tiene due concerti al Queen's Theatre (Shaftesbury Avenue).
La sua collaborazione con Händel può essere datata al 1714, quando egli scrisse per lei l'assolo per soprano nella Ode per il compleanno della regina Anna, che fu eseguita per la prima volta il 6 febbraio nel St. James's Palace in occasione del compleanno della regina Anna Stuart.
Ella entrò a far parte della sua compagnia nei primi mesi di quell'anno, facendo il suo debutto in Creso, un pasticcio.
Proseguendo la stagione cantò in riprese di Arminio ed Ermelinda, entrambi pasticci, probabilmente musicati da Nicola Haym; in diverse occasioni fu scritta nuova musica appositamente per lei.
Il pubblico londinese evidentemente le riservava una buona accoglienza e la sua carriera continuò a prosperare; cantò il ruolo di Almirena nella ripresa del 30 dicembre di Rinaldo diretta dal compositore al King's Theatre (Londra) e creò il ruolo di Oriana in Amadigi di Händel, a fianco di Nicolò Grimaldi, il brillante castrato che aveva inizialmente creato il ruolo del protagonista in Rinaldo. In una ripresa del'Amadigi nel 1717, Händel creò una scena nuova per lei e per lo stesso "Nicolini" (come veniva comunemente chiamato).
Verso il 1719 sembra che la sua voce, a causa di una malattia, abbia subito un abbassamento dalla tonalità di soprano a quella di contralto. Dopo la formazione quello stesso anno della Royal Academy of Music di Händel, la Robinson fu ingaggiata con uno stipendio annuo di 1000 sterline e creò molti ruoli nuovi, i più importanti Zenobia (Radamisto), Irene (Muzio Scevola), Elmira (Floridante), Matilda (Ottone), Teodata (Flavio) e, il più famoso di tutti, il ruolo altamente drammatico di Cornelia nel Giulio Cesare. Ella cantò anche in opere di Bononcini e Ariosti ed anche un bel numero di pasticci. Subito dopo la prima di Cesare si ritiró dalle scene. In 1722 (o forse probabilmente nel 1723) si era sposata in segreto con Charles Mordaunt, III conte di Peterborough, sebbene egli non abbia riconosciuto il suo stato di moglie fino al 1735, poco prima di morire; fino ad allora essi avevano vissuto separatamente e la società la considerava la sua mantenuta.

## Ritiro
Dopo il ritiro ella visse in Parsons Green, aiutata da Peterborough e dai suoi guadagni come cantante. Non si staccò dal mondo della musica; mantenne una stretta amicizia con Bononcini che in passato fu suo insegnante e la sua casa divenne una specie di accademia in miniatura alla quale collaborarono Bononcini, Pier Francesco Tosi, ed altri musicisti del momento che si esibivano frequentemente. Per Bononcini ella ottenne una pensione di 500 £ per annum da Sarah Churchill, Duchessa di Marlborough. Cattolica romana era anche amica del poeta Alexander Pope. Dopo la morte di Peterborough nel 1735, ella visse nella sua residenza di famiglia vicino a Southampton. Lady Peterborough morì a Bath, ed i suoi resti furono sepolti nella nuda terra nella Abbazia di Bath.

## Considerazione
Come cantante la Robinson era famosa per la dolcezza del tono, l'espressività e il carisma piuttosto che per particolari doni virtuosistici. Handel era molto attento a usare l'orchestra per adattare alla sua voce la musica che aveva scritto per lei, comunque la drammaticità dei ruoli che ella interpretava in Giulio Cesare e Flavio suggeriscono che possedesse un talento non indifferente come attrice. De Fabrice, un diplomatico di Hannover in visita a Londra nei primi anni 1720, la paragonò in modo favorevole alla straordinaria Margherita Durastanti, nella Cornelia della Robinson (Cesare). Parte della sua corrispondenza viene conservato per i posteri nella collezione Campori a Modena e questa, in aggiunta alla sua popolarità personale nella società, suggeriscono un carattere interessante.